# Leichtathletik-Europameisterschaften 2022/800 m der Frauen

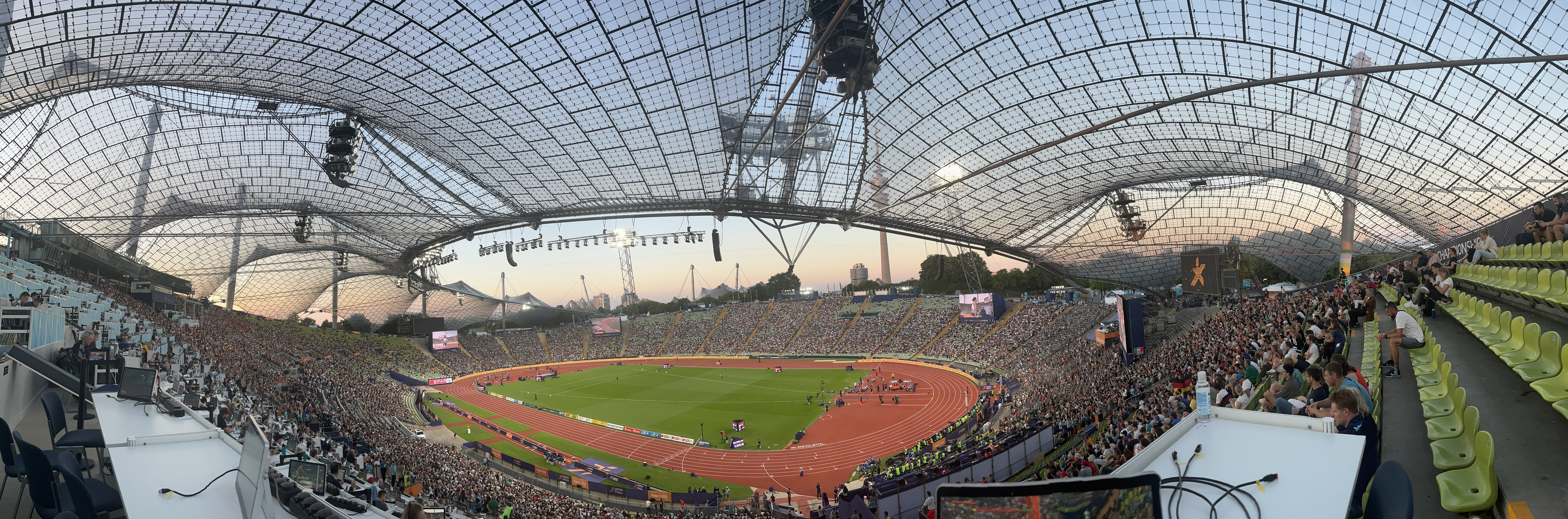
Das Olympiastadion in München während der Europameisterschaften 2022

Der 800-Meter-Lauf der Frauen bei den Leichtathletik-Europameisterschaften 2022 wurde vom 18. bis 20. August 2022 im Olympiastadion der deutschen Stadt München ausgetragen.
Europameisterin wurde die britische Olympiazweite des letzten Jahres Keely Hodgkinson, die im Monat zuvor auch Vizeweltmeisterin geworden war.
Wie schon bei den Europameisterschaften 2016 und 2018 gewann die Französin Rénelle Lamote die Silbermedaille.
Bronze ging an die Polin Anna Wielgosz, frühere Anna Sabat.

## Bestehende Rekorde
| Weltrekord           | 1:53,28 min | Jarmila Kratochvílová | München, BR Deutschland | 26. Juli 1983     |
| Europarekord         | 1:53,28 min | Jarmila Kratochvílová | München, BR Deutschland | 26. Juli 1983     |
| Meisterschaftsrekord | 1:55,41 min | Olga Minejewa         | EM Athen, Griechenland  | 8. September 1982 |

In sämtlichen Läufen hier in München wurde ein moderates Tempo gelaufen, die Rennen waren ausnahmslos auf ein schnelles Spurtfinish ausgerichtet. So wurde der bereits seit 1982 bestehende EM-Rekord auch bei diesen Europameisterschaften nicht erreicht. Die schnellste Zeit erzielte die britische Europameisterin Keely Hodgkinson im Finale mit 1:59,04 min, womit sie 3,63 s über dem Rekord blieb. Zum Welt- und Europarekord fehlten ihr 5,76 s.

## Vorbemerkung zu den Resultaten
Die Zeiten sind in den folgenden Tabellen wie üblich aufgeführt.

## Legende
| DNF | Wettkampf nicht beendet (did not finish) |

## Vorrunde
18. August 2022
Die Vorrunde wurde in vier Läufen durchgeführt. Die ersten drei Athletinnen pro Lauf – hellblau unterlegt – sowie die darüber hinaus vier zeitschnellsten Läuferinnen – hellgrün unterlegt – qualifizierten sich für das Halbfinale.

### Vorlauf 1

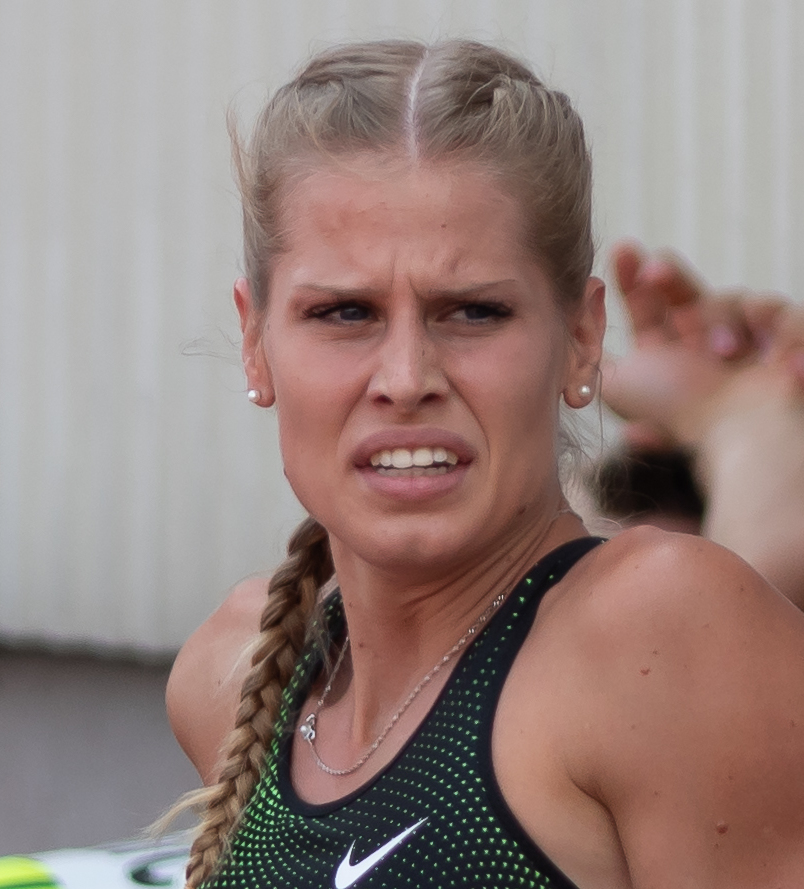
Anita Horvat – ausgeschieden als Achte des ersten Vorlaufs

18. August 2022, 10:45 Uhr MESZ
| Platz | Name              | Nation      | Zeit (min) |
| ----- | ----------------- | ----------- | ---------- |
| 1     | Natalija Krol     | Ukraine     | 2:00,89    |
| 2     | Lore Hoffmann     | Schweiz     | 2:01,16    |
| 3     | Ekaterina Guliyev | Türkei      | 2:01,59    |
| 4     | Lucia Pinacchio   | Spanien     | 2:01,63    |
| 5     | Elena Bellò       | Italien     | 2:01,80    |
| 6     | Adrianna Czapla   | Polen       | 2:01,89    |
| 7     | Majtie Kolberg    | Deutschland | 2:02,52    |
| 8     | Anita Horvat      | Slowenien   | 2:23,76    |

### Vorlauf 2

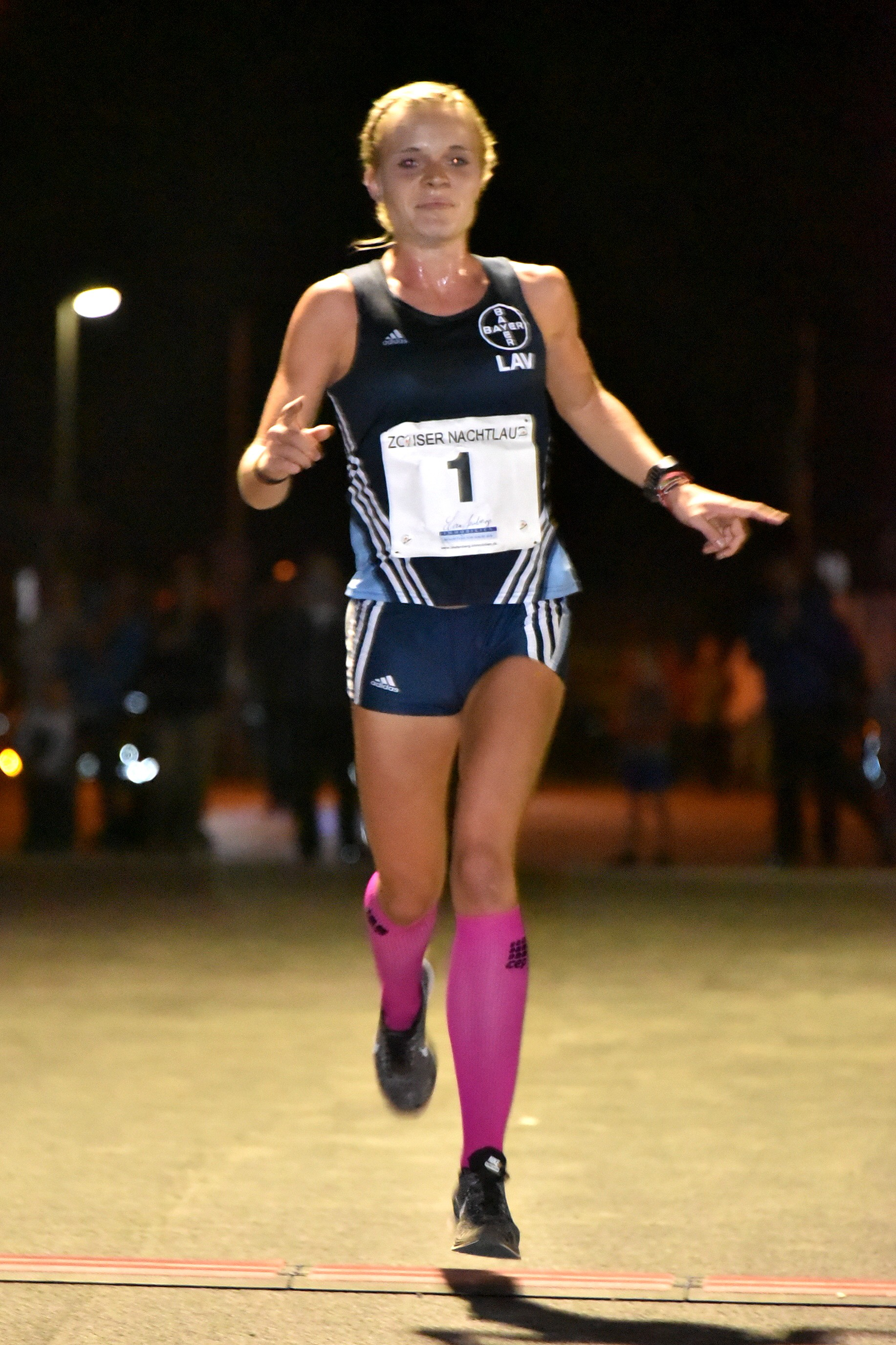
Tanja Spill – ausgeschieden als Fünfte des zweiten Vorlaufs
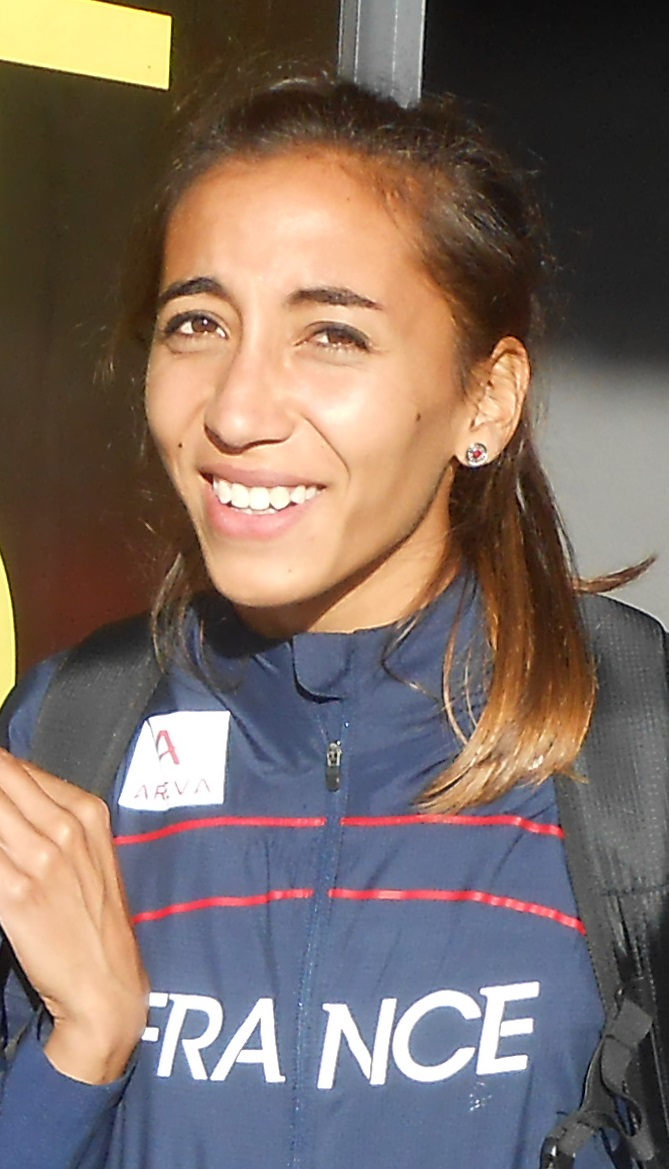
Agnès Raharolahy – ausgeschieden als Siebte des zweiten Vorlaufs

18. August 2022, 10:52 Uhr MESZ
| Platz | Name             | Nation         | Zeit (min) |
| ----- | ---------------- | -------------- | ---------- |
| 1     | Keely Hodgkinson | Großbritannien | 2:03,72    |
| 2     | Angelika Sarna   | Polen          | 2:04,12    |
| 3     | Sara Kuivisto    | Finnland       | 2:04,32    |
| 4     | Eloisa Coiro     | Italien        | 2:04,36    |
| 5     | Tanja Spill      | Deutschland    | 2:04,60    |
| 6     | Audrey Werro     | Schweiz        | 2:06,34    |
| 7     | Agnès Raharolahy | Frankreich     | 2:07,02    |

### Vorlauf 3

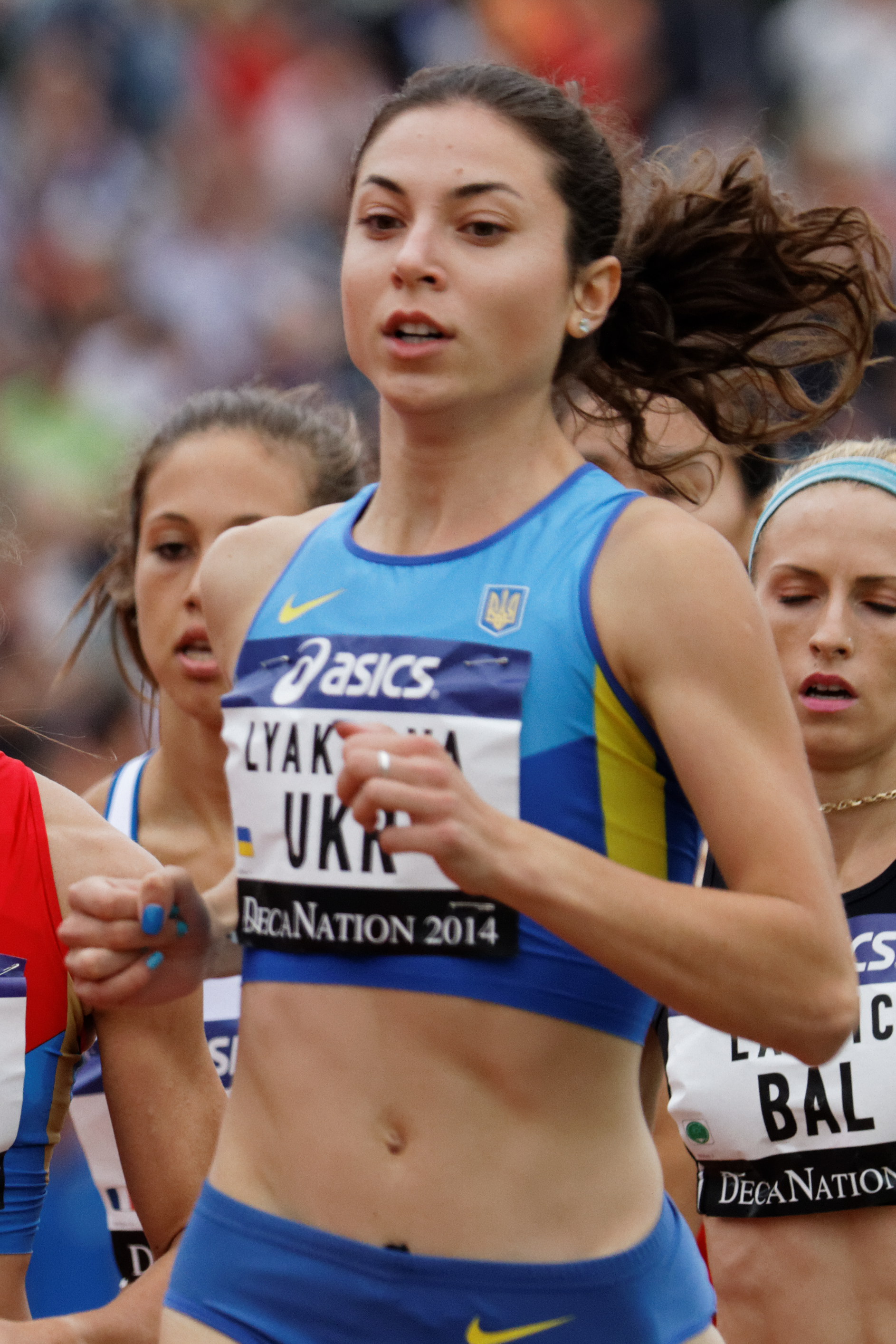
Olha Ljachowa – ausgeschieden als Vierte des dritten Vorlaufs

18. August 2022, 10:59 Uhr MESZ
| Platz | Name               | Nation         | Zeit (min) |
| ----- | ------------------ | -------------- | ---------- |
| 1     | Rénelle Lamote     | Frankreich     | 2:02,22    |
| 2     | Alexandra Bell     | Großbritannien | 2:02,43    |
| 3     | Louise Shanahan    | Irland         | 2:02,80    |
| 4     | Olha Ljachowa      | Ukraine        | 2:02,91    |
| 5     | Bianka Bartha-Kéri | Ungarn         | 2:02,99    |
| 6     | Marina Martínez    | Spanien        | 2:03,45    |
| 7     | Veronika Sadek     | Slowenien      | 2:04,57    |
| DNF   | Vanessa Scaunet    | Belgien        |            |

### Vorlauf 4

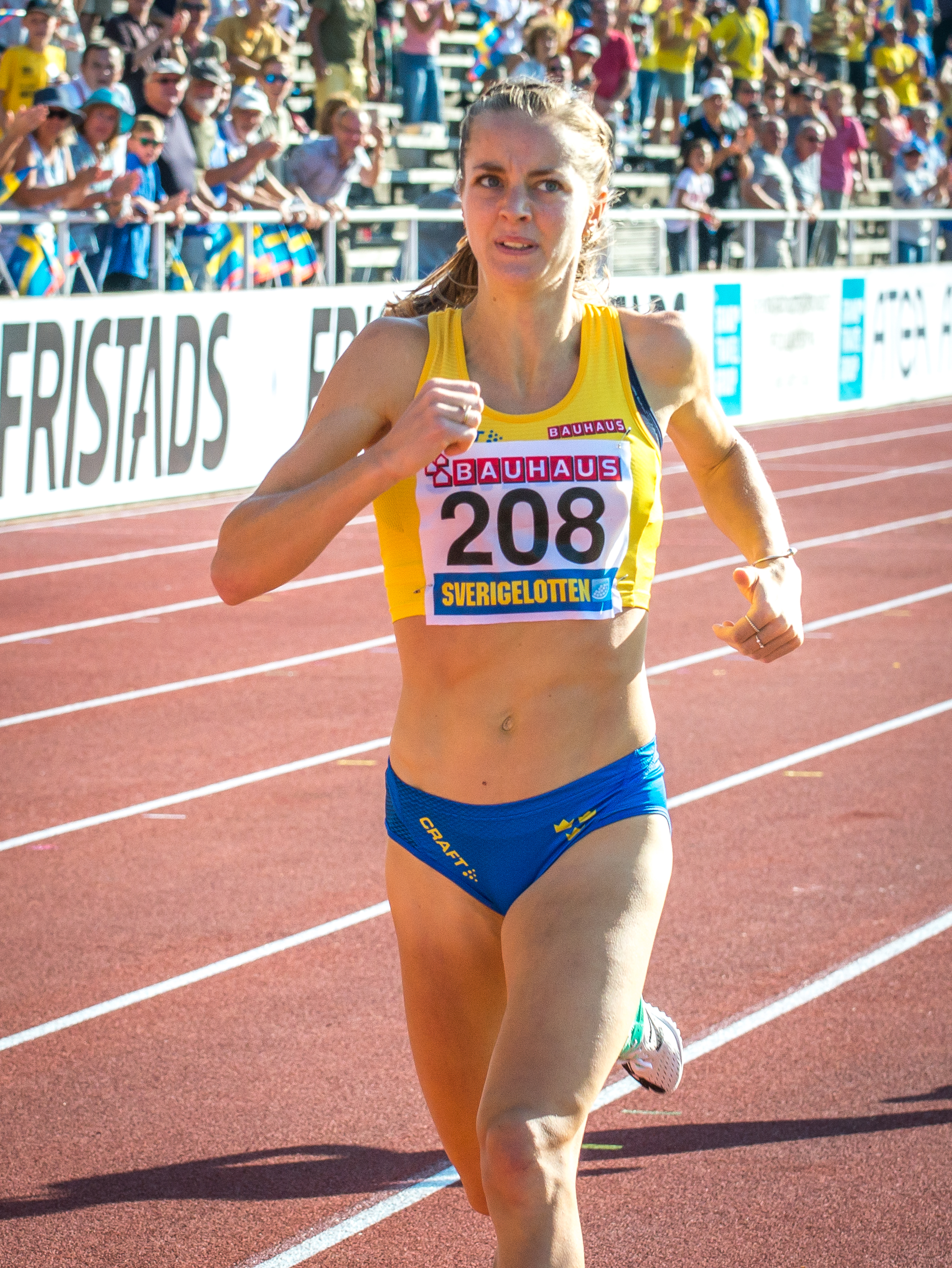
Lovisa Lindh – ausgeschieden als Fünfte des vierten Vorlaufs
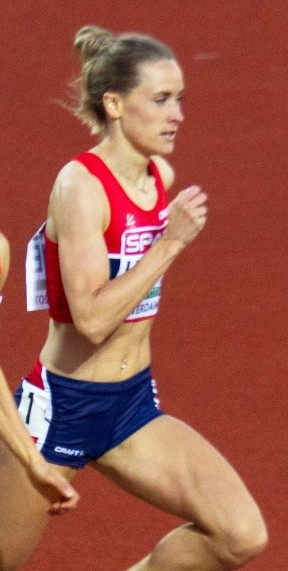
Hedda Hynne – ausgeschieden als Sechste des vierten Vorlaufs
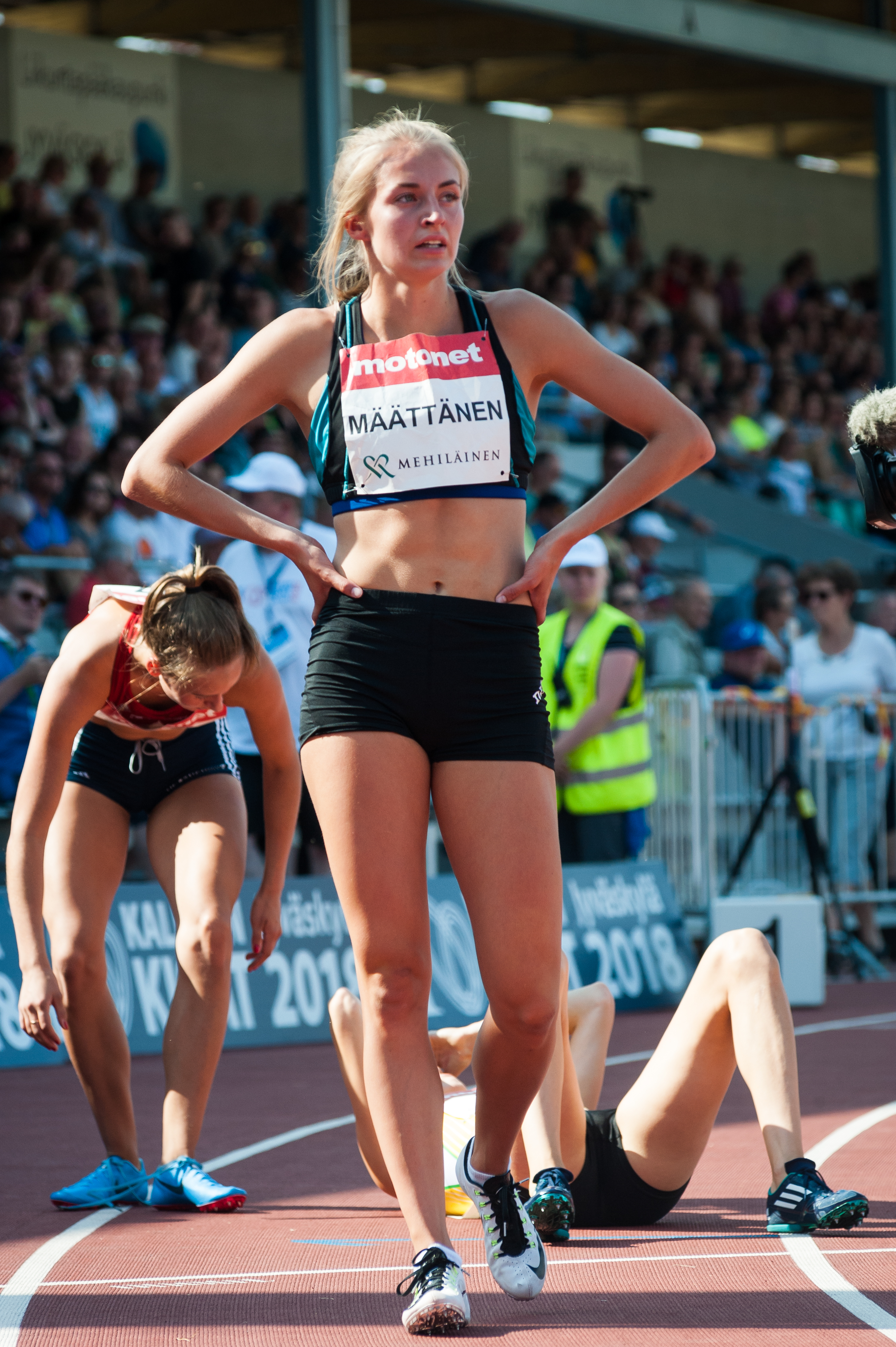
Eveliina Määttänen – ausgeschieden als Siebte des vierten Vorlaufs

18. August 2022, 11:06 Uhr MESZ
| Platz | Name               | Nation         | Zeit (min) |
| ----- | ------------------ | -------------- | ---------- |
| 1     | Jemma Reekie       | Großbritannien | 2:02,36    |
| 2     | Anna Wielgosz      | Polen          | 2:02,77    |
| 3     | Christina Hering   | Deutschland    | 2:03,00    |
| 4     | Jerneja Smonkar    | Slowenien      | 2:03,24    |
| 5     | Lovisa Lindh       | Schweden       | 2:03,48    |
| 6     | Hedda Hynne        | Norwegen       | 2:03,64    |
| 7     | Eveliina Määttänen | Finnland       | 2:03,66    |
| 8     | Gabija Galvydytė   | Litauen        | 2:03,92    |

## Halbfinale
19. August 2022
In den beiden Halbfinalläufen qualifizierten sich die jeweils ersten drei Athletinnen – hellblau unterlegt – sowie die darüber hinaus zwei zeitschnellsten Läuferinnen – hellgrün unterlegt – für das Finale.

### Halbfinallauf 1

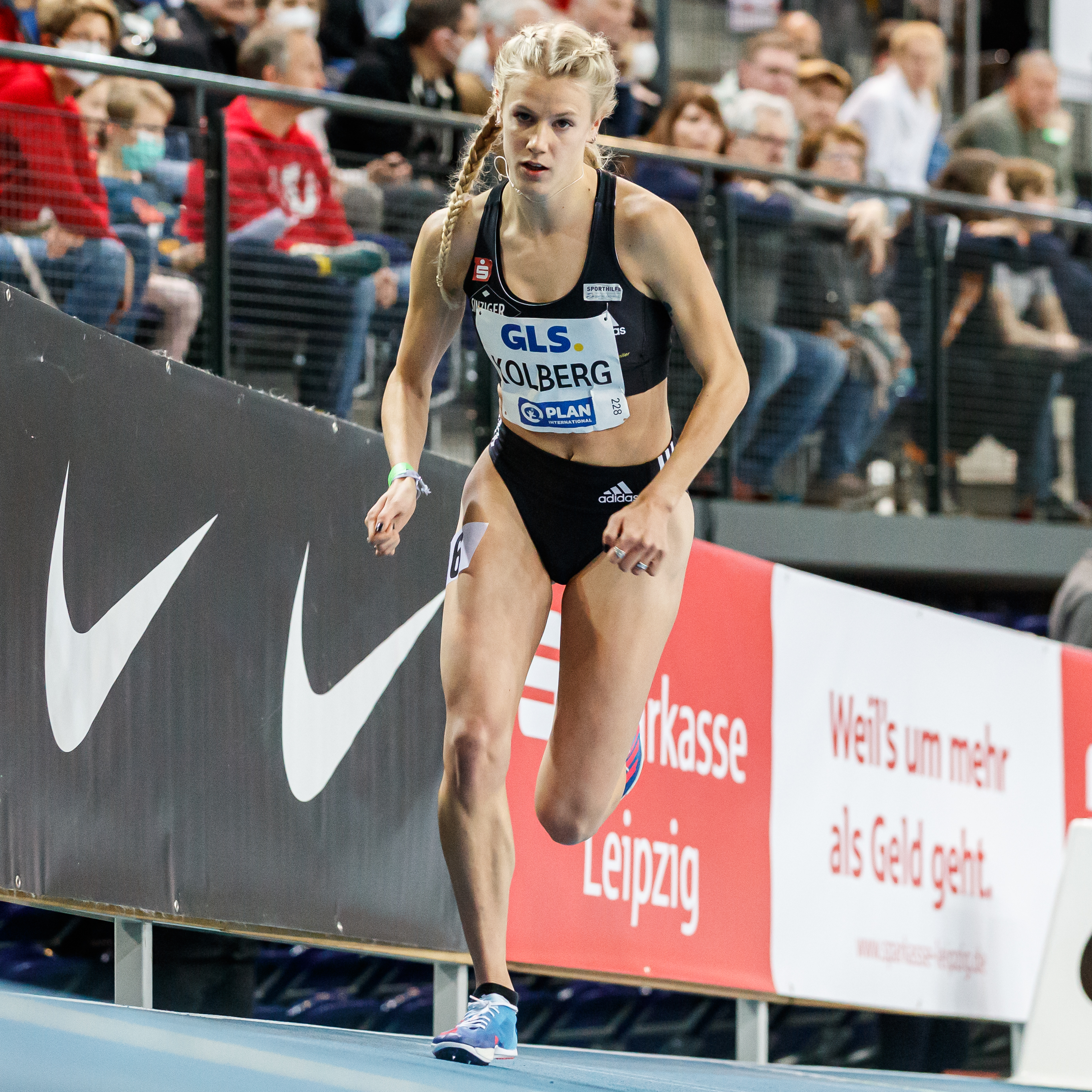
Majtie Kolberg – ausgeschieden als Vierte des ersten Halbfinals
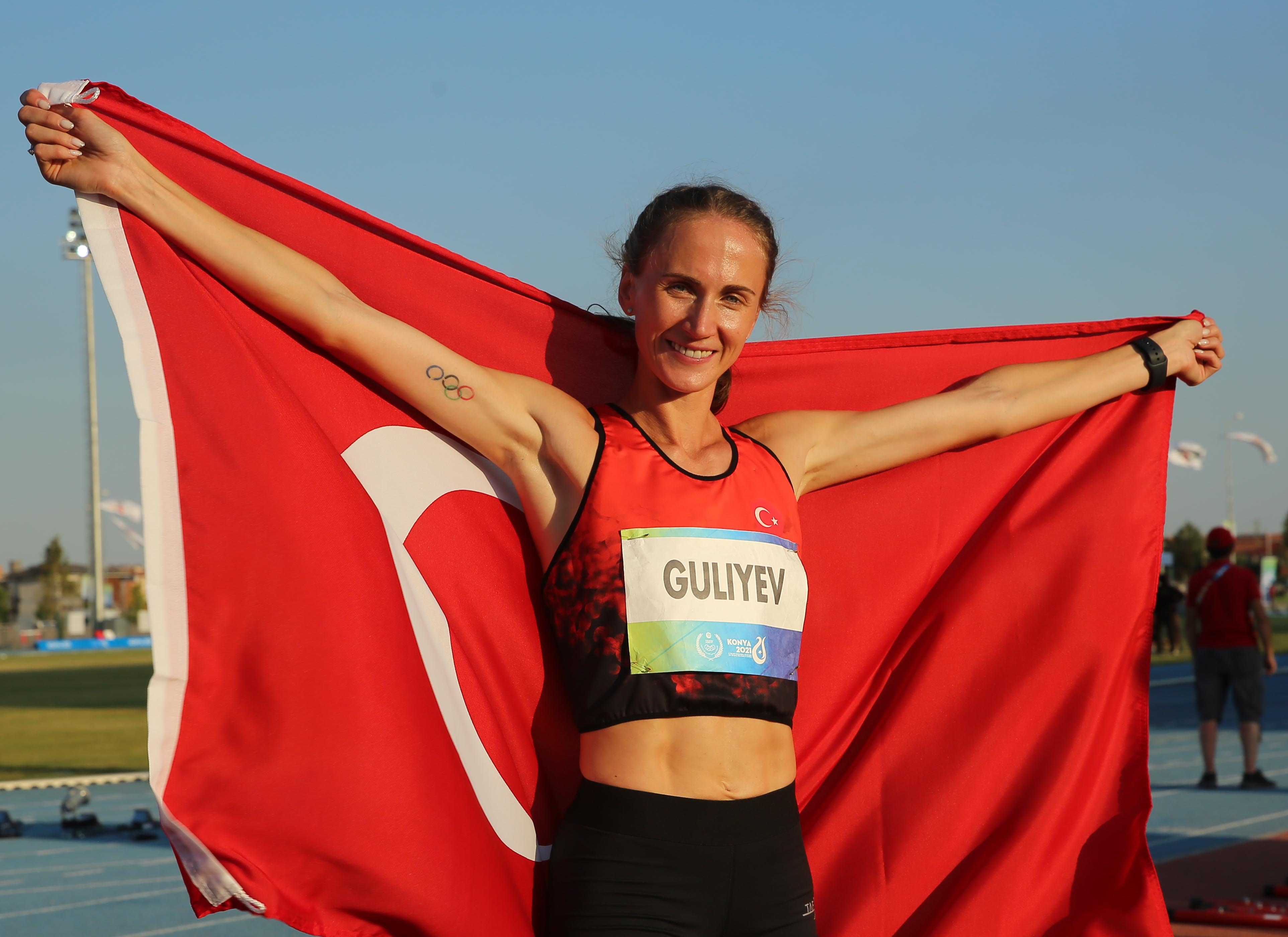
Ekaterina Guliyev – ausgeschieden als Fünfte des ersten Halbfinals
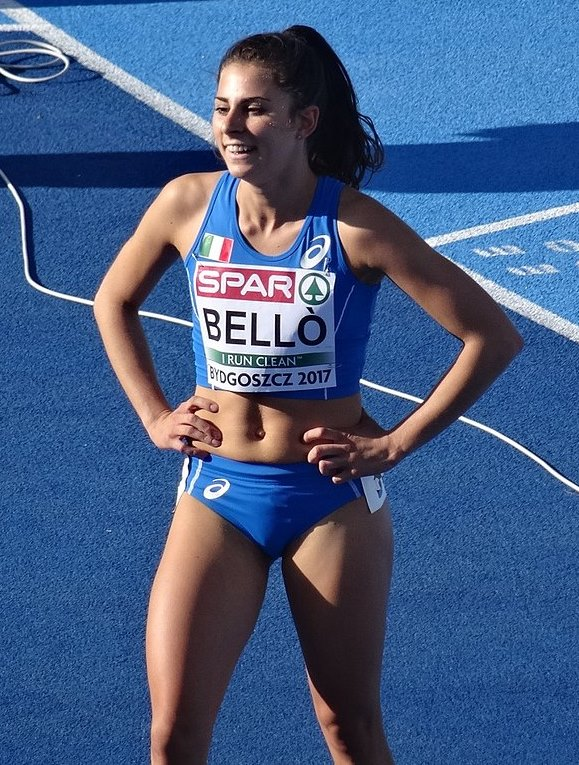
Elena Bellò – ausgeschieden als Sechste des ersten Halbfinals
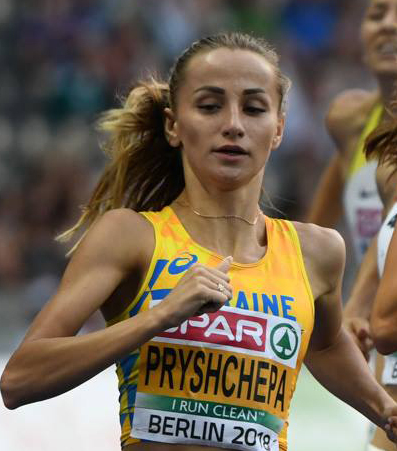
Natalija Krol – frühere Natalija Pryschtschepa – ausgeschieden als Siebte des ersten Halbfinals

19. August 2022, 10:50 Uhr MESZ
| Platz | Name              | Nation         | Zeit (min) |
| ----- | ----------------- | -------------- | ---------- |
| 1     | Keely Hodgkinson  | Großbritannien | 2:00,67    |
| 2     | Anna Wielgosz     | Polen          | 2:01,05    |
| 3     | Louise Shanahan   | Irland         | 2:01,15    |
| 4     | Majtie Kolberg    | Deutschland    | 2:01,20    |
| 5     | Ekaterina Guliyev | Türkei         | 2:01,32    |
| 6     | Elena Bellò       | Italien        | 2:01,67    |
| 7     | Natalija Krol     | Ukraine        | 2:01,84    |
| 8     | Adrianna Czapla   | Polen          | 2:04,15    |

### Halbfinallauf 2

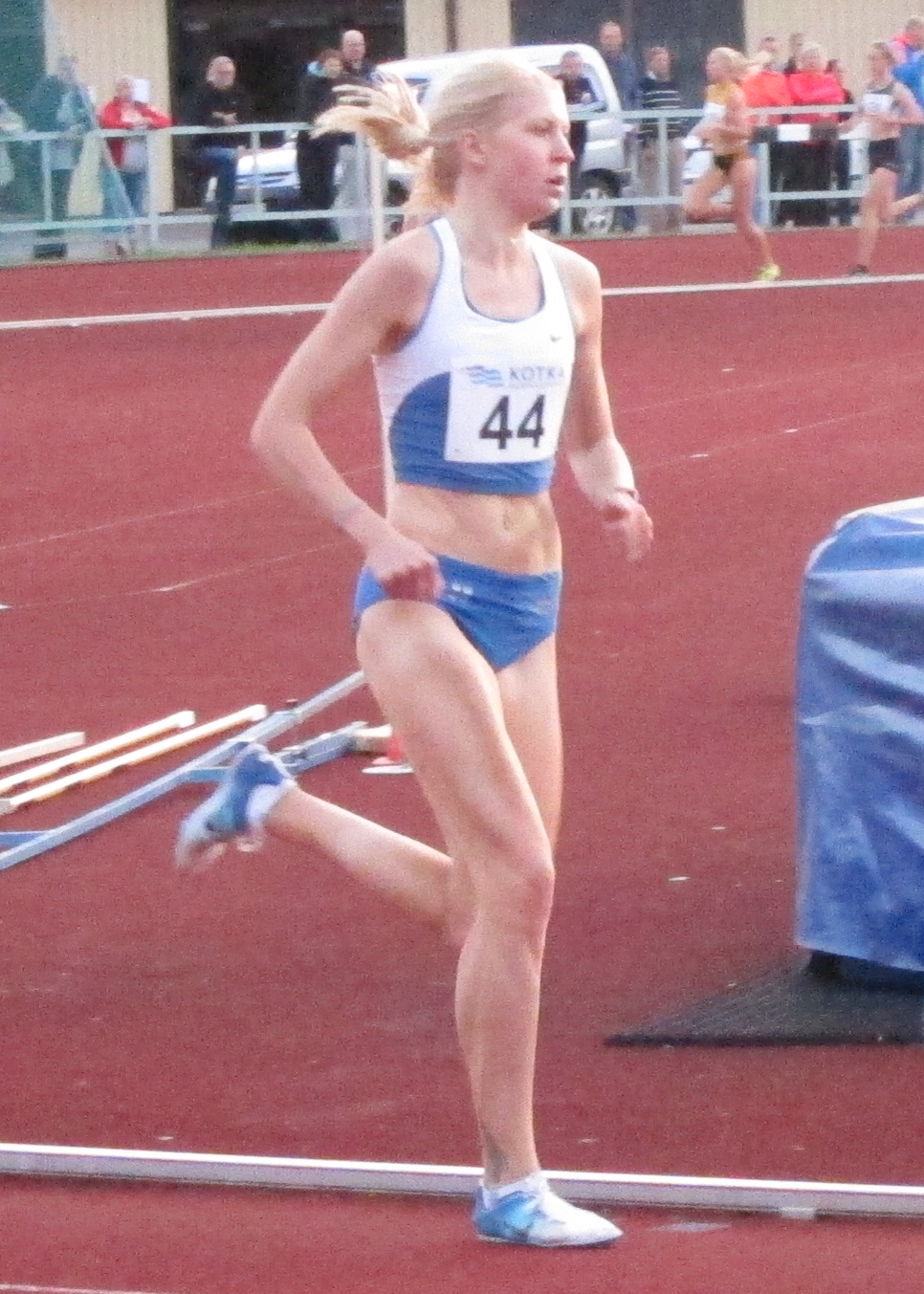
Sara Kuivisto – ausgeschieden als Sechste des zweiten Halbfinals

19. August 2022, 10:57 Uhr MESZ
| Platz | Name             | Nation         | Zeit (min) |
| ----- | ---------------- | -------------- | ---------- |
| 1     | Rénelle Lamote   | Frankreich     | 2:00,23    |
| 2     | Jemma Reekie     | Großbritannien | 2:00,30    |
| 3     | Alexandra Bell   | Großbritannien | 2:00,53    |
| 4     | Christina Hering | Deutschland    | 2:00,86    |
| 5     | Lore Hoffmann    | Schweiz        | 2:01,12    |
| 6     | Sara Kuivisto    | Finnland       | 2:01,59    |
| 7     | Angelika Sarna   | Polen          | 2:02,15    |
| 8     | Lucia Pinacchio  | Spanien        | 2:02,82    |

## Finale

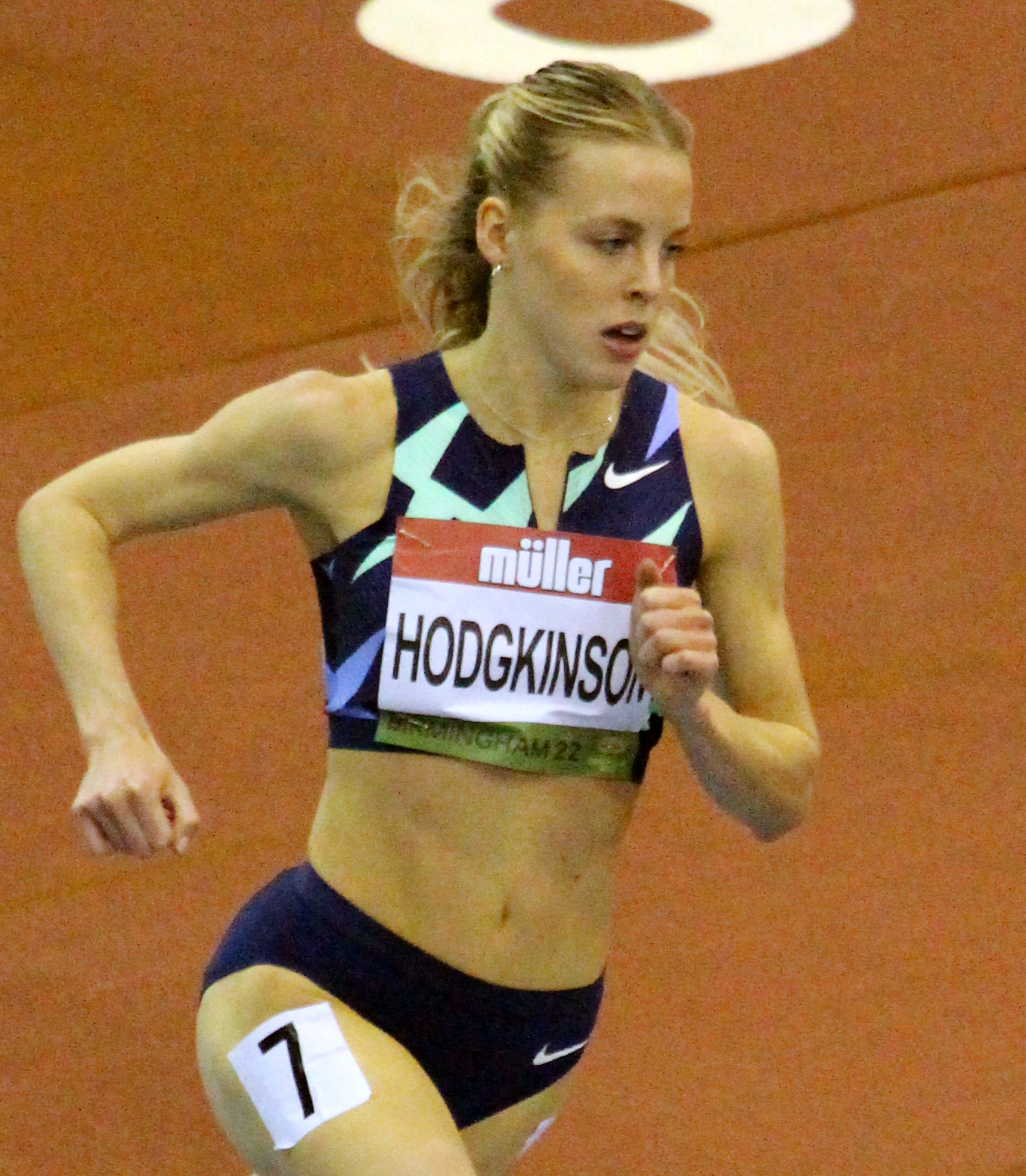
Europameisterin wurde die aktuelle Olympiazweite und amtierende Vizeweltmeisterin Keely Hodgkinson

20. August 2022, 20:15 Uhr MESZ
| Platz | Name             | Nation         | Zeit (min) |
| ----- | ---------------- | -------------- | ---------- |
| 1     | Keely Hodgkinson | Großbritannien | 1:59,04    |
| 2     | Rénelle Lamote   | Frankreich     | 1:59,49    |
| 3     | Anna Wielgosz    | Polen          | 1:59,87    |
| 4     | Lore Hoffmann    | Schweiz        | 1:59,92    |
| 5     | Jemma Reekie     | Großbritannien | 2:00,31    |
| 6     | Alexandra Bell   | Großbritannien | 2:00,68    |
| 7     | Christina Hering | Deutschland    | 2:00,82    |
| 8     | Louise Shanahan  | Irland         | 2:01,64    |

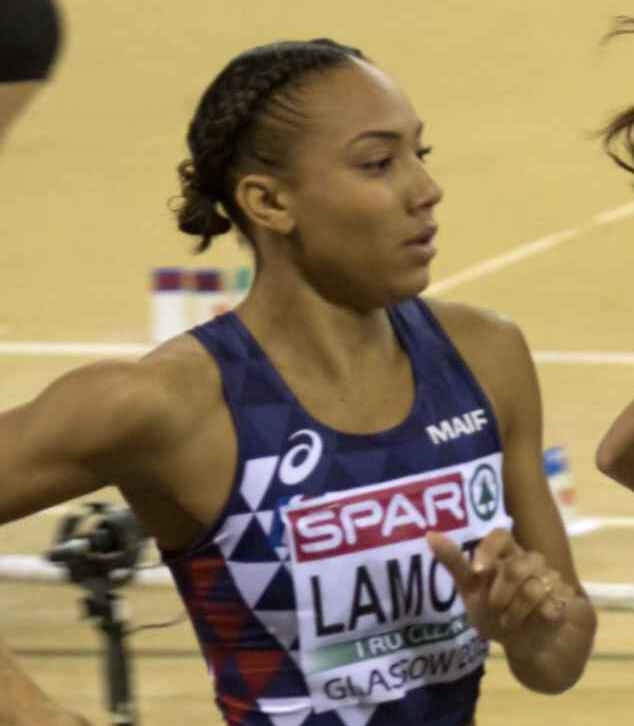
Rénelle Lamote – zum dritten Mal in Folge Vizeeuropameisterin
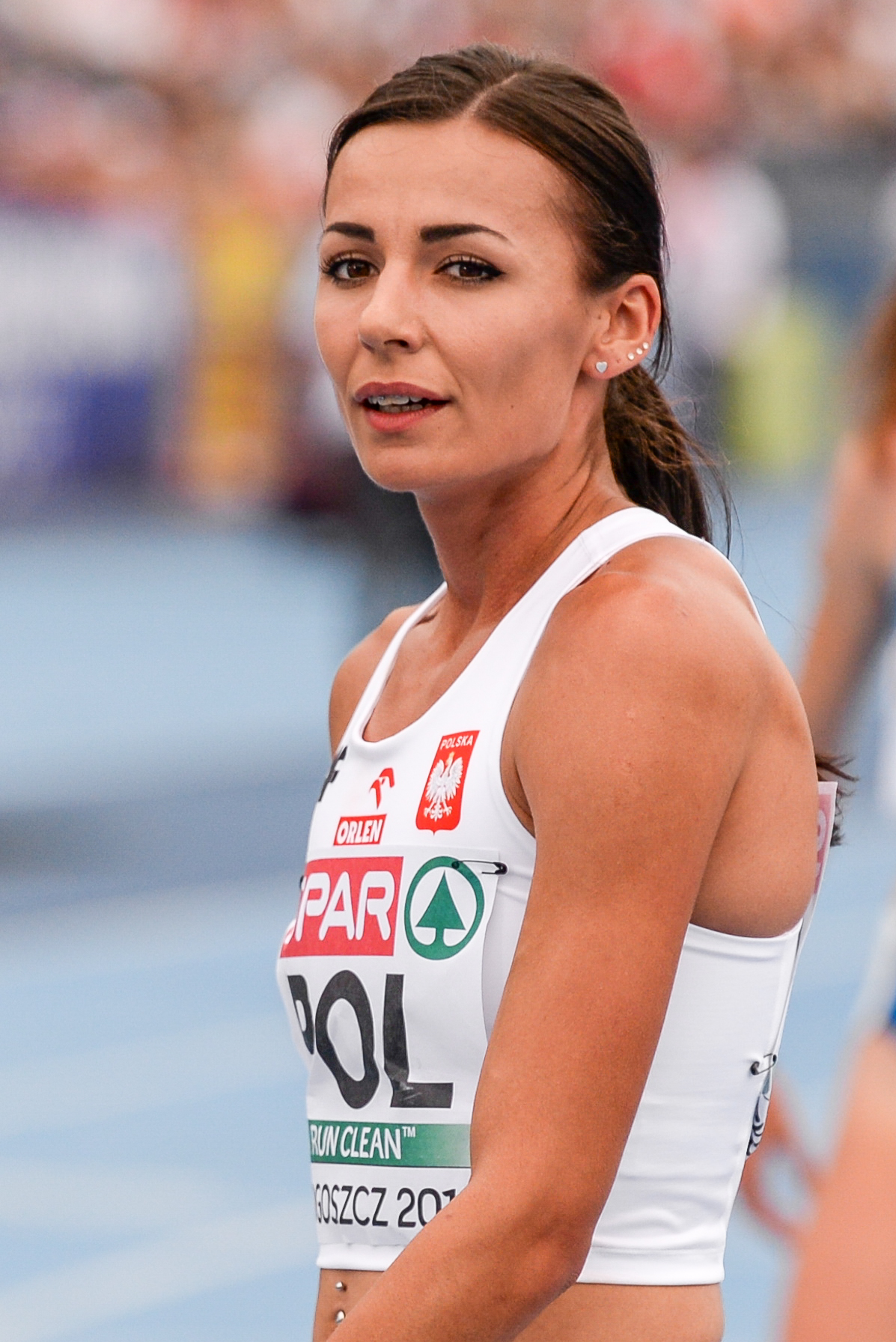
Anna Wielgosz, frühere Anna Sabat, gewann die Bronzemedaille

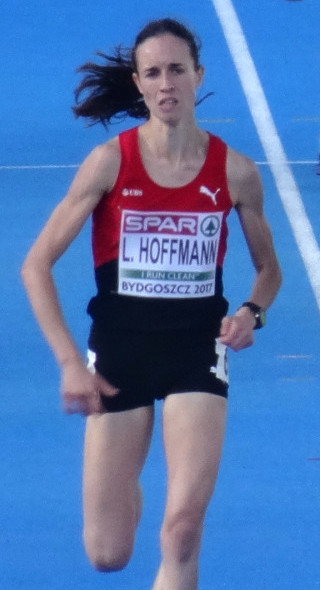
Die viertplatzierte Lore Hoffmann verpasste Bronze um fünf Hundertstelsekunden
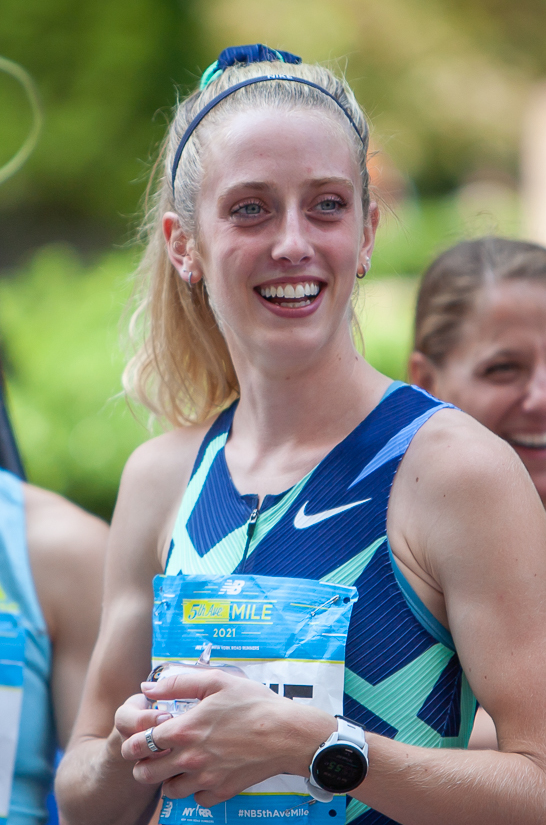
Rang fünf für Jemma Reekie
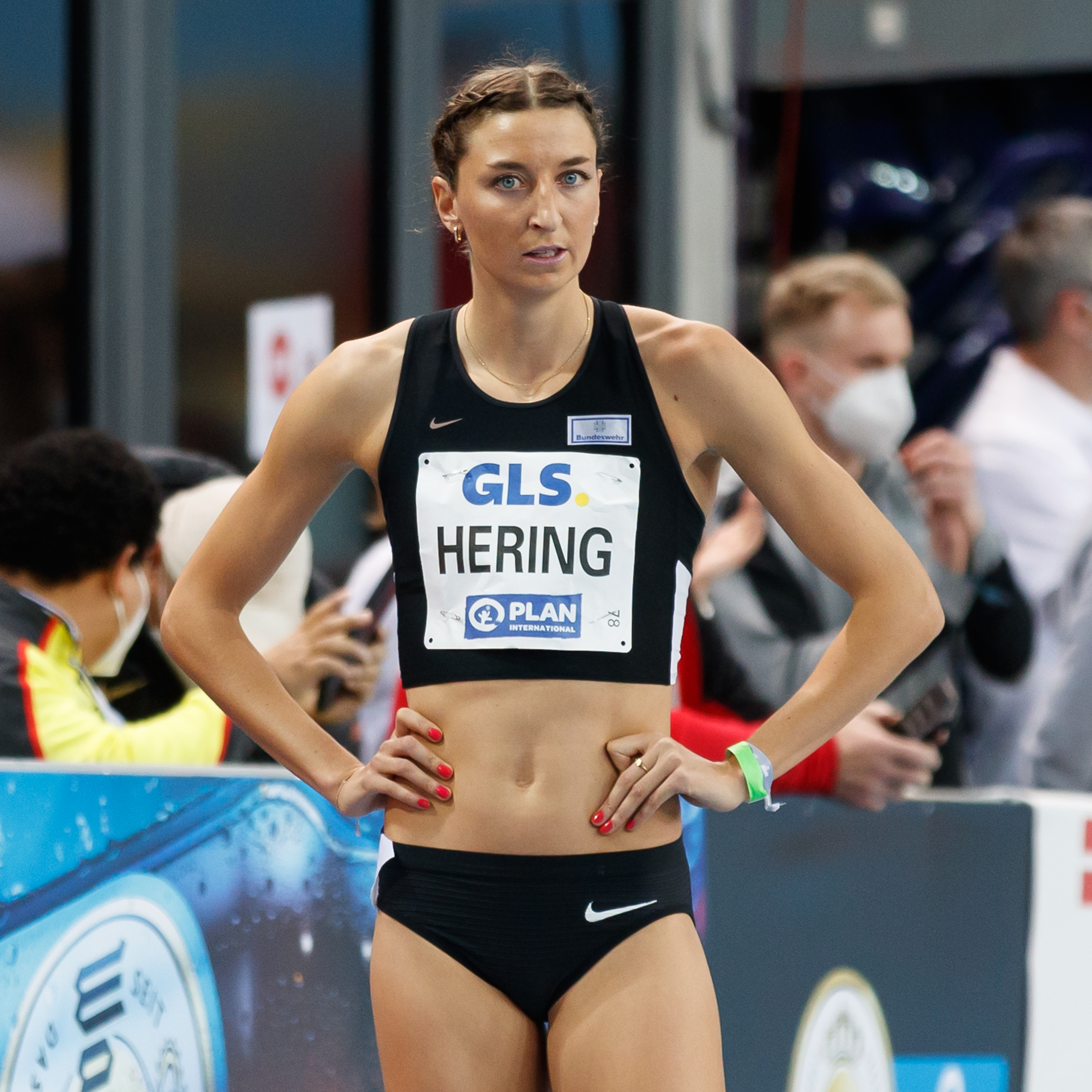
Christina Hering kam auf den siebten Platz

## Videolink
- Women's 800m Final, Munich 2022, Keely Hodgkinson, youtube.com, abgerufen am 7. April 2023